# Grupo 7 de la Clasificación de UEFA para la Copa Mundial de Fútbol de 2002
El Grupo 7 de la Clasificación de UEFA para la Copa Mundial de Fútbol de 2002 contó con la participación de Austria, Bosnia y Herzegovina, España, Israel y Liechtenstein; los cuales se enfrentaron entre sí para definir a un clasificado directo a la Copa Mundial de Fútbol de 2002 a celebrarse en Corea del Sur y Japón, y un clasificado a la segunda ronda eliminatoria.

## Posiciones
| Pos. | Equipo               | Pts. | PJ | G | E | P | GF | GC | Dif. | Clasificación          |
| ---- | -------------------- | ---- | -- | - | - | - | -- | -- | ---- | ---------------------- |
| 1    | España               | 20   | 8  | 6 | 2 | 0 | 21 | 4  | +17  | Clasificado al Mundial |
| 2    | Austria              | 15   | 8  | 4 | 3 | 1 | 10 | 8  | +2   | Playoff                |
| 3    | Israel               | 12   | 8  | 3 | 3 | 2 | 11 | 7  | +4   |                        |
| 4    | Bosnia y Herzegovina | 8    | 8  | 2 | 2 | 4 | 12 | 12 | 0    |                        |
| 5    | Liechtenstein        | 0    | 8  | 0 | 0 | 8 | 0  | 23 | −23  |                        |

 Fuente: 

## Resultados
| 2-9-2000 | Bosnia y Herzegovina | 1–2     | España                      | Koševo, Sarajevo           |                            |
|          | Baljić 41'           | Reporte | Gerard 39' · Etxeberria 72' | Árbitro(s): Herbert Fandel | Árbitro(s): Herbert Fandel |

| 3-9-2000 | Israel                  | 2–0     | Liechtenstein | Ramat Gan Stadium, Ramat Gan |                              |
|          | Mizrahi 1' · Balili 80' | Reporte |               | Árbitro(s): Richard O'Hanlon | Árbitro(s): Richard O'Hanlon |

| 7-10-2000 | España                  | 2–0     | Israel | Santiago Bernabéu, Madrid  |                            |
|           | Gerard 20' · Hierro 54' | Reporte |        | Árbitro(s): Claude Colombo | Árbitro(s): Claude Colombo |

| 7-10-2000 | Liechtenstein | 0–1     | Austria    | Rheinpark, Vaduz           |                            |
|           |               | Reporte | Flögel 20' | Árbitro(s): John Rowbotham | Árbitro(s): John Rowbotham |

| 11-10-2000 | Austria  | 1–1     | España     | Ernst-Happel-Stadion, Vienna |                             |
|            | Baur 22' | Reporte | Baraja 27' | Árbitro(s): Valentin Ivanov  | Árbitro(s): Valentin Ivanov |

| 11-10-2000 | Israel                                  | 3–1     | Bosnia y Herzegovina | Ramat Gan Stadium, Ramat Gan |                      |
|            | Berkovich 12' · Abuksis 62' · Katan 76' | Reporte | Akrapović 48'        | Árbitro(s): Dick Jol         | Árbitro(s): Dick Jol |

| 24-3-2001 | España                                                         | 5–0     | Liechtenstein | Estadio José Rico Pérez, Alicante |                           |
|           | Helguera 20' · Mendieta 36' 82' · Hierro 55' (pen.) · Raúl 67' | Reporte |               | Árbitro(s): Darko Čeferin         | Árbitro(s): Darko Čeferin |

| 24-3-2001 | Bosnia y Herzegovina | 1–1     | Austria  | Koševo, Sarajevo               |                                |
|           | Barbarez 43'         | Reporte | Baur 61' | Árbitro(s): Tom Henning Øvrebø | Árbitro(s): Tom Henning Øvrebø |

| 28-3-2001 | Austria                     | 2–1     | Israel         | Ernst-Happel-Stadion, Vienna    |                                 |
|           | Baur 9' · Herzog 42' (pen.) | Reporte | Baur 6' (a.g.) | Árbitro(s): Alfredo Trentalange | Árbitro(s): Alfredo Trentalange |

| 28-3-2001 | Liechtenstein | 0–3     | Bosnia y Herzegovina        | Rheinpark, Vaduz            |                             |
|           |               | Reporte | Barbarez 10' 72' · Hota 89' | Árbitro(s): Andrejs Sipailo | Árbitro(s): Andrejs Sipailo |

| 25-4-2001 | Austria                  | 2–0     | Liechtenstein | Tivoli-Neu, Innsbruck     |                           |
|           | Glieder 44' · Flögel 75' | Reporte |               | Árbitro(s): David Malcolm | Árbitro(s): David Malcolm |

| 2-6-2001 | España                                           | 4–1     | Bosnia y Herzegovina | Nuevo Carlos Tartiere, Oviedo |                             |
|          | Hierro 26' · Moreno 76' · Raúl 89' · Tristán 90' | Reporte | Bešlija 41'          | Árbitro(s): Roy Helge Olsen   | Árbitro(s): Roy Helge Olsen |

| 2-6-2001 | Liechtenstein | 0–3     | Israel                         | Rheinpark, Vaduz           |                            |
|          |               | Reporte | Revivo 3' · Tal 7' · Nimni 18' | Árbitro(s): Lassin Isaksen | Árbitro(s): Lassin Isaksen |

| 6-6-2001 | Israel    | 1–1     | España   | Ramat Gan Stadium, Ramat Gan |                          |
|          | Revivo 4' | Reporte | Raúl 63' | Árbitro(s): Anders Frisk     | Árbitro(s): Anders Frisk |

| 1-9-2001 | España                                           | 4–0     | Austria | Mestalla, Valencia           |                              |
|          | Tristán 45' · Morientes 79' 84' · Mendieta 90+1' | Reporte |         | Árbitro(s): Horacio Elizondo | Árbitro(s): Horacio Elizondo |

| 1-9-2001 | Bosnia y Herzegovina | 0–0     | Israel | Koševo, Sarajevo          |                           |
|          |                      | Reporte |        | Árbitro(s): Dieter Schoch | Árbitro(s): Dieter Schoch |

| 5-9-2001 | Liechtenstein | 0–2     | España               | Rheinpark, Vaduz          |                           |
|          |               | Reporte | Raúl 19' · Nadal 82' | Árbitro(s): Ivan Dobrinov | Árbitro(s): Ivan Dobrinov |

| 5-9-2001 | Austria        | 2–0     | Bosnia y Herzegovina | Ernst-Happel-Stadion, Vienna |                           |
|          | Herzog 38' 87' | Reporte |                      | Árbitro(s): Graham Barber    | Árbitro(s): Graham Barber |

| 7-10-2001 | Bosnia y Herzegovina                                              | 5–0     | Liechtenstein | Bilino Polje, Zenica       |                            |
|           | Konjić 33' · Baljić 45' (pen.) 82' (pen.) · Šabić 69' · Dodik 85' | Reporte |               | Árbitro(s): John McDermott | Árbitro(s): John McDermott |

| 27-10-2001 | Israel             | 1–1     | Austria      | Ramat Gan Stadium, Ramat Gan   |                                |
| | Gershon 55' (pen.) | Reporte | Herzog 90+1' | Árbitro(s): Vítor Melo Pereira | Árbitro(s): Vítor Melo Pereira |
| Originalmente estaba programado para el 7 de octubre de 2001. El 4 de Octubre la FIFA anuncío que el partido fuera postergado por razones de seguridad luego de que un avión saliera de Tel Aviv y se estrellara en el Mar Negro. |                    |         |              |                                |                                |

## Clasificado
España